# Лос-Ремедиос (Севилья)

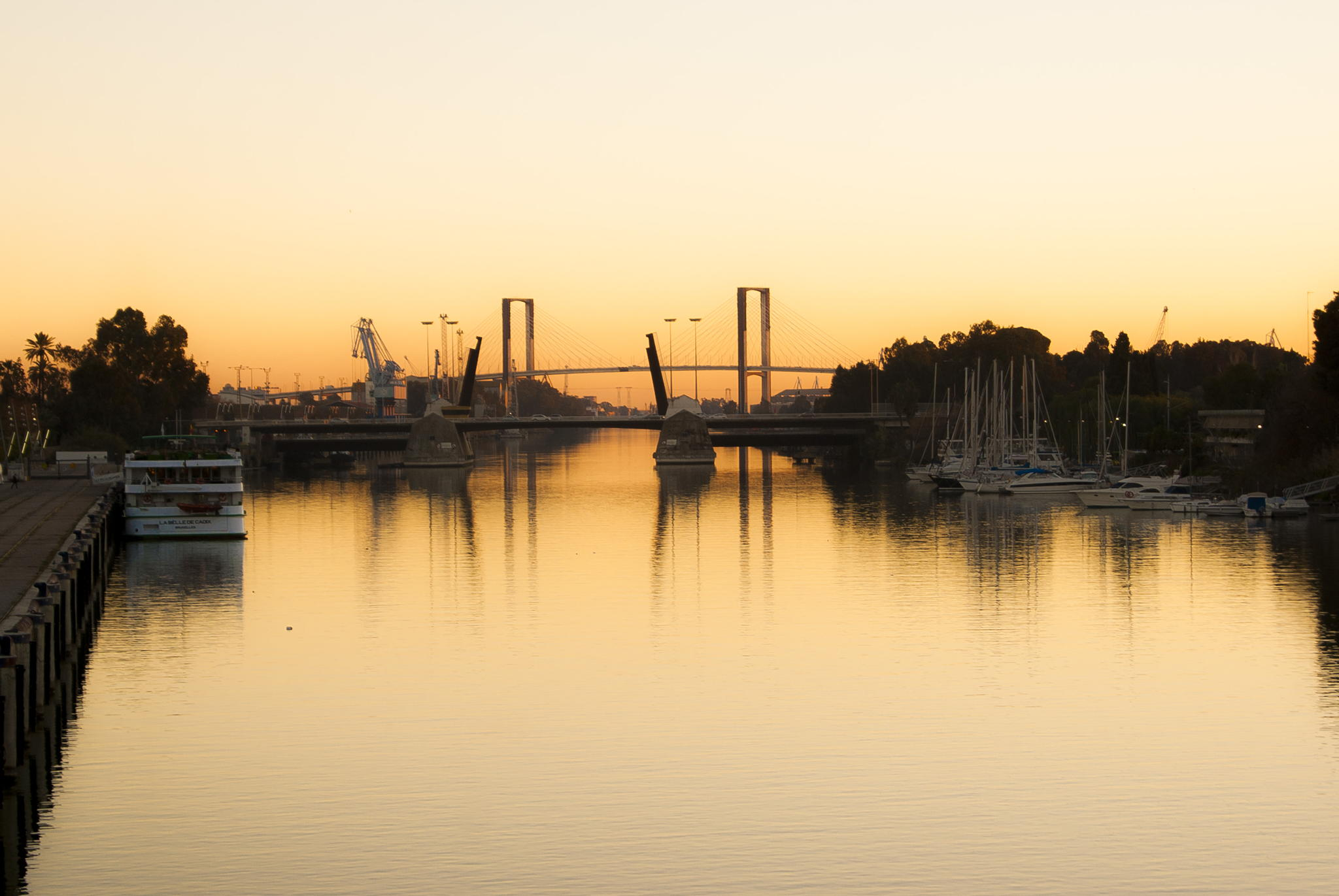
Мост в Лос-Ремедиос

Лос-Ремедиос (исп. Los Remedios) — один из одиннадцати административных районов, на которые подразделяется городской муниципалитет Севилья, находящийся в составе комарки Большая Севилья.

## Расположение
Район расположен в юго-западной части Севильи.
Граничит с:
- Южным районом и районом Бельявиста-Ла-Пальмера — на востоке;
- районами Каско-Антигуо и Триана — на севере;
- муниципалитетами Паломарес-дель-Рио, Хельвес и Сан-Хуан-де-Аснальфараче — на западе;
- муниципалитетом Дос-Эрманас — на юге.

## Административное деление
Административно район Лос-Ремедиос подразделяется на 2 микрорайона (исп. barrios):
- Таблада (исп. Tablada);
- Лос-Ремедиос (исп. Los Remedios)[3][4].

## Население
По состоянию на:
- 1 января 2012 года население района составляло 25 038 человек (11 101 мужчина и 13 937 женщин);
- 1 января 2011 года — 25 137 человек (11 170 мужчин и 13 967 женщин)[2].